# Günther L. Arko
Günther L. Arko (* 8. Juni 1903 in Berlin; † 16. Juni 1964 ebenda) war ein deutscher Kameramann.
Er absolvierte eine fotografische Ausbildung und wurde zu Beginn der 1930er Jahre  Kameraassistent, unter anderem bei  Willy Goldberger. Seit 1936 war er Chefkameramann, zunächst jedoch ausschließlich bei Kurzfilmen. Erst ab Mitte 1939 drehte Arko auch einige abendfüllende Filmkomödien. Während des Zweiten Weltkrieges wurde er zum Kriegsdienst eingezogen. Nach seiner Heimkehr lebte er in Berlin, knüpfte aber nicht mehr an seine Tätigkeit als Kameramann an.

## Filmografie
| - 1936: Der Zweck heiligt die Mittel - 1936: Blinder Eifer - 1936: Der Herr Papa - 1936: Klein, aber mein - 1936: Knigge und wir - 1936: Ein Mannsbild muss her - 1936: Der neue Schiffsjunge - 1936: Smutjes Schwester - 1936: Tante Clementine - 1936: Was sagen Sie dazu? - 1936: Zeugen gesucht - 1936: Till Eulenspiegel: Wie Eulenspiegel sich einmal erbot, zu fliegen - 1936: Wir gratulieren - 1936: Aufmachen, Kriminalpolizei - 1937: Gast im eigenen Heim - 1937: Alkohol und Steuerrad - 1937: Augenzeugen - 1937: Ferngespräch mit Hamburg - 1937: Großstadtzauber - 1937: Die Hosenknöpf - 1938: Eine Tat mit Vorbedacht | - 1938: Gute Reise, Herr Meier - 1938: Klimbusch macht Wochenende - 1938: Wie ein Ei dem andern - 1939: Müller contra Müller - 1939: Drunter und drüber - 1939: Sehnsucht nach Afrika - 1939: Der Herr im Hause - 1939: Inspektor Warren wird bemüht - 1939: Das Glück wohnt nebenan - 1940: Dienst am Kunden - 1940: Rote Mühle - 1940: Eine Stunde - 1941: Sonntagskinder - 1941: Ehe man Ehemann wird - 1941: Aufruhr im Damenstift - 1941: Ins Grab kann man nichts mitnehmen - 1941: Eine Stunde - 1941: Tragödie einer Liebe (Vertigine) - 1942: Dove andiamo, signora? - 1943: Ein Mann für meine Frau - 1943: Abenteuer im Grandhotel |